# Plano de Ayala

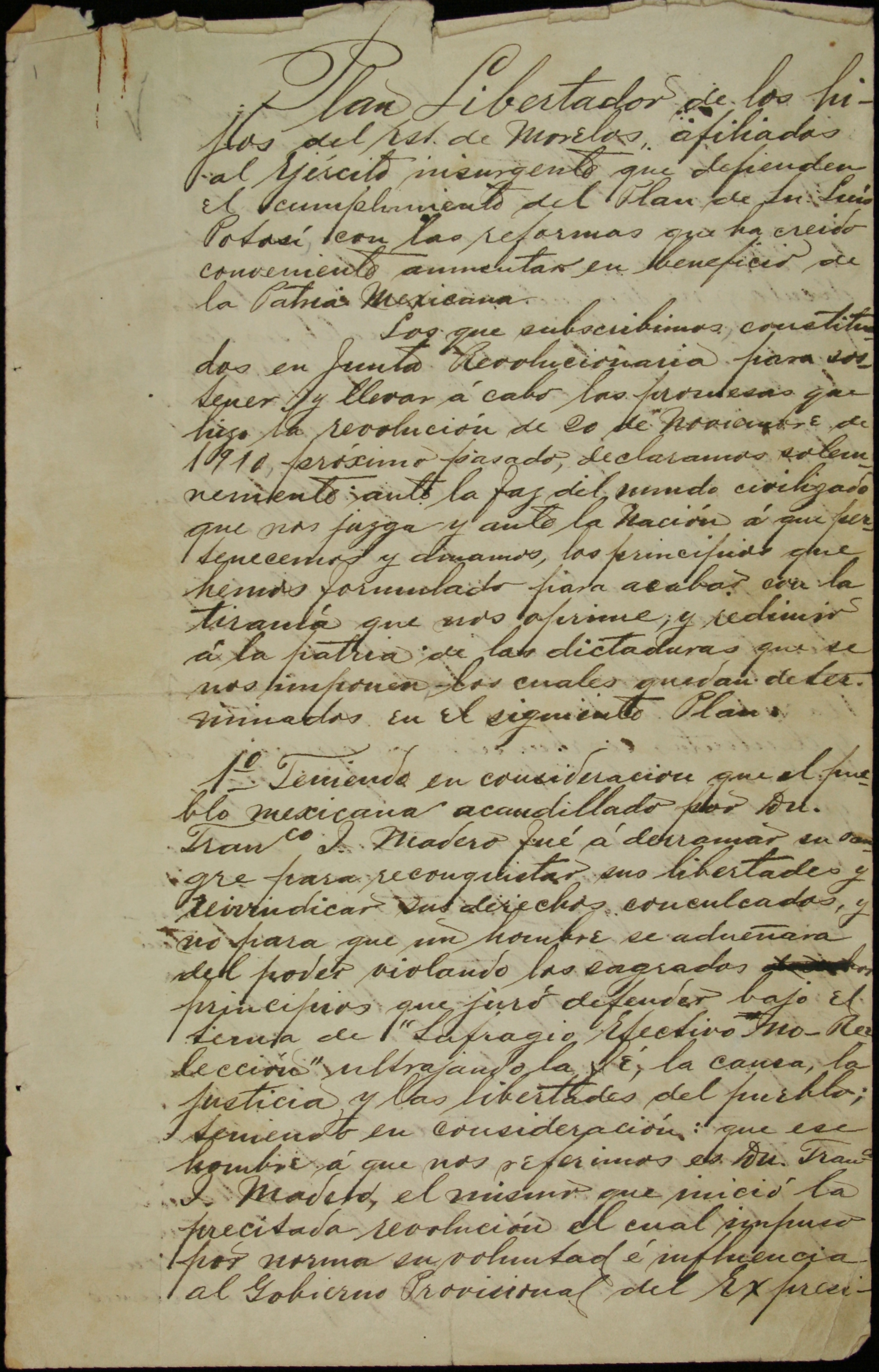
Plano de Ayala (1911), manuscrito de Emiliano Zapata.

O Plano de Ayala (em espanhol, Plan de Ayala) foi um documento manifesto criado pelo líder revolucionário mexicano Emiliano Zapata, promulgado em 28 de novembro de 1911 no contexto da Revolução Mexicana. Nele, Zapata denunciava o então Presidente Francisco I. Madero (outrora um dos principais desencadeadores iniciais do processo revolucionário) como um traidor dos ideais que o próprio Madero havia defendido em seu Plano de San Luis Potosí, além de estabelecer a visão de Zapata para um processo de reforma agrária para todo o México.
Redigido por Zapata e pelo professor e também revolucionário Otilio Montaño, inicialmente publicado no periódico Diario del Hogar do município de Ayala, Morelos e posteriormente editado em 19 de junho de 1914, o Plano tornou-se um documento-chave durante a Revolução e influenciou noções mexicanas de reforma agrária durante todo o século XX em diante, se transformando no texto fundamental do movimento zapatista.

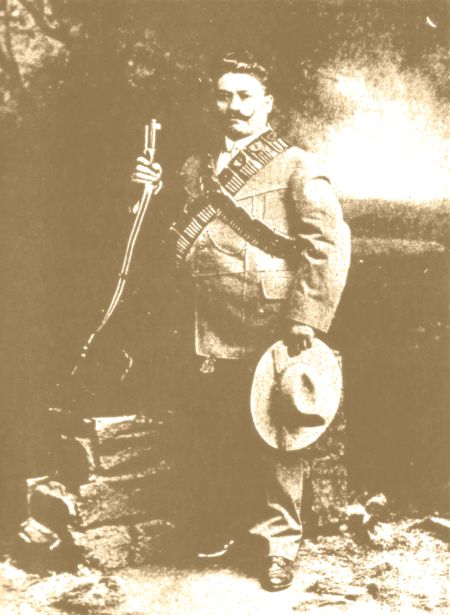
Otilio Montaño Sánchez, co-autor do Plano de Ayala

## Antecedentes
Uma das tensões principais das quais resultou a derrocada do Porfiriato e a ascensão de Madero ao poder no México foi a situação em que se encontrava o campesinato mexicano na virada do século, já que a maior parte da terra estava sob controle de grandes proprietários nas chamadas haciendas, não sendo incomum a expropriação violenta dos ejidos, terras de uso coletivo utilizadas por camponeses pobres e comunidades indígenas. Um caso ilustrativo é o do distrito de Papantla, de economia dependente do plantio de baunilha, onde se denunciou através de carta publicada no jornal El Monitor a situação precária dos cidadãos que, além de terem que pagar taxas exorbitantes de acesso à terra, pagavam também um imposto mensal de acesso à educação apesar da ausência de escolas no interior do distrito, além de taxas a que era sujeita a população indígena Totonaca para a emissão de documentos essenciais, população esta que também tinha suas vestes tradicionais restringidas por lei. O emaranhado de precariedades vivido pela população campesina era, portanto, intimamente ligado à questão da terra, tornando o impulso pela reforma agrária uma das forças motrizes do apoio popular à Revolução Mexicana.
No Plano de San Luis, Madero havia prometido restituições aos camponeses que haviam tido suas terras expropriadas por fazendeiros sob o pretexto da Lei de Terrenos Baldios de 1894 além de se comprometer com a luta contínua pela dignidade campesina. Em 8 de junho de 1911, Zapata e Madero se encontraram para discutir a prospectiva de reforma agrária, e Madero exigiu que Zapata dissipasse seu exército rebelde como precondição para que fosse discutida a reforma. Zapata negou a exigência e, em 6 de novembro daquele ano, Madero foi eleito presidente. Agora no poder, Madero declarou Zapata um criminoso por recusar o desarmamento, e em 28 de novembro, menos de três semanas após a posse de Madero, Zapata e Montaño Sánchez proclamaram o Plano de Ayala.

## Conteúdo do Plano
O Plano contém quinze pontos, aqui sumarizados:
1. Zapata denuncia Madero como sendo incapaz de governar o México, chamando-o traidor da Revolução por não cumprir com as promessas do Plano de San Luis, manter a supraestrutura do governo do Porfiriato intacta e suprimir a oposição com violência. Clama para que o povo mexicano continue a Revolução.
2. Zapata declara oficialmente que não reconhece mais Madero como Presidente e que os zapatistas tentarão derrubá-lo.
3. Nomeia-se Pascual Orozco como Chefe da Revolução e, caso ele não aceite, Zapata nomeia a si mesmo.
4. A Junta Militar do Estado de Morelos declara seu apoio ao Plano de Ayala como uma adição ao Plano de San Luis, e se compromete em defendê-lo.
5. A Junta Militar do Estado de Morelos reafirma que tentará, junto dos zapatistas, derrubar Madero.
6. Promete-se que as terras expropriadas serão devolvidas aos cidadãos, com tribunais especiais a serem estabelecidos após a Revolução para determinar seus verdadeiros donos.
7. Um terço das propriedades dos monopólios mexicanos deve ser redistribuído para vilarejos e indivíduos sem terra.
8. Donos de monopólios que se opuserem ao ponto anterior devem perder o restante de suas propriedades, que servirão de reparações para as vítimas da Revolução.
9. As leis de nacionalização então vigentes serão utilizadas para executar os dois pontos anteriores.
10. Revolucionários que apoiaram o Plano de San Luis mas não apoiarem o Plano de Ayala serão considerados traidores da Revolução.
11. Os gastos da guerra serão tomados de acordo com o Plano de San Luis.
12. Após a vitória da Revolução, a Junta de Chefes da Revolução irá apontar um Presidente Interino, que irá imediatamente iniciar um novo processo eleitoral para eleger um Presidente.
13. Após a vitória da Revolução, os Chefes da Revolução de cada estado apontarão um Governador Interino para seu respectivo estado, que irá iniciar um novo processo eleitoral para eleger um Governador.
14. Zapata demanda a resignação de Madero e demais elementos ditatoriais do governo, ameaçando-os de morte caso não o façam.
15. Zapata demanda ação direta do povo mexicano, e mais uma vez denuncia a incapacidade de Madero de governar o país.[6]

Em 19 de junho de 1914, o Plano foi atualizado após Pascual Orozco se alinhar a Victoriano Huerta contra Zapata, forçando a alteração do ponto 3. Passa então a exigir a continuação do conflito até a derrubada de Huerta, que naquela altura já havia sido o mandatário do assassinato de Madero. O restante do texto manteve-se o mesmo.

## Legado e consequências
Zapata utilizou-se do Plano de Ayala como fator de mobilização e união de diversas rebeliões menores sob a égide da reforma agrária, aumentando o contingente total de seu exército. Serviu também para medir as lealdades a Zapata no contexto revolucionário, como na proposta de aliança com Pascual Orozco, que se provou infrutífera e resultou nas alterações de 1914. No mesmo ano, Zapata se une a forças rebeldes do norte lideradas por Venustiano Carranza e Pancho Villa, derrotando Huerta e fuzilando Orozco. Porém, discordâncias sobre a reforma agrária como proposta no Plano de Ayala causariam mais um racha, dessa vez entre Carranza e Zapata: daquele conflito resultaria a morte de Zapata, e dali em diante os zapatistas não recuperariam sua força prévia. Apesar disso, o movimento consegue negociar sua reforma em certa medida, ainda que somente no estado de Morelos, já na altura do governo Obregón.
A influência do Plano e das ideias de Zapata continuaram para além do período revolucionário. Em 1983, fundou-se o Ejército Zapatista de Liberación Nacional (EZLN) no estado de Chiapas, um grupo de guerrilha cujos objetivos principais são a reforma agrária e a redistribuição de recursos para as populações nativas, inspirado na ideologia de Zapata. A rebelião armada do grupo começou como reação às reformas econômicas operadas no México em preparação à adesão do país ao NAFTA e, desde 1994, os zapatistas de Chiapas seguem nominalmente em guerra com o Estado mexicano.
O lema "Tierra y Libertad!" ("Terra e liberdade!") presente no Plano tornou-se também muito popular, sendo utilizado por diversos movimentos políticos, como o EZLN e o Partido Liberal Mexicano.